# Abdelkader El Allam
 (mai 2020).
Abdel Kader el-Allam (en arabe عبد القادر علام), né le 20 septembre 1926 à Sidi Kacem et mort en octobre 1973, est un ancien colonel des forces armées royales marocaines. Il est considéré comme un héros au Maroc et en Syrie. Abdel Kader fut également un ancien joueur et entraîneur de football au sein de l'Union de Sidi Kacem.

## Biographie

### Formation
Abdel Kader el-Allam est né le 26 septembre 1926 à Sidi Kacem. En 1945, il rejoint l'académie militaire à Meknès où il passe 4 ans. En 1950, il reçoit une formation pour une année à Bordeaux en France. En 1953 au retour du roi Mohammed V de l'exil, il était présent parmi les accueillants.

### Carrière militaire
En 1963 il fut promis au grade de commandant par Hassan II et décoré d'un Wissam à Ifrane[réf. nécessaire].
En 1971, il est blessé lors du coup d'état manqué de Skhirat.
En 1973 lors de la guerre d'octobre contre Israël, le Maroc envoie des troupes au front syrien soit 5 500 hommes et 30 chars, aux côtés des troupes syriennes et d'autres armées arabes dont ceux de l'Irak et de la Jordanie. Le commandant de cette force expéditionnaire marocaine fut le général Séfroui sous les ordres duquel[réf. nécessaire]  Abdel Kader el-Allam allait tomber au champ d'honneur.  Il meurt durant les combats au Golan et a été enterré à Damas même dans le cimetière des héros.

### Carrière dans le milieu du football
Il était un ancien joueur lors de la fin des années 1950 et le début des années 1960, et il était dirigeant de l'Union de Sidi Kacem lorsque celui-ci était en première division. C'est notamment lui qui est derrière les grands recrutements opérés par l’USK.

## Hommage
Plusieurs édifices et jalons portent son nom dont une grande avenue de sidi othmane à Casablanca notamment un collège de cette avenue, un collège à Mohammédia, une école à Sidi Kacem, une école à Kénitra et une caserne militaire à Al-Hoceima. Le terrain de sa ville natale Sidi Kacem fut nommé en son nom et est appelé de nos jours, le terrain du martyr colonel Abdel Kader el-Allam.